# Te cunosc de undeva! (sezonul 7)
Sezonul 7 al emisiunii de divertisment Te cunosc de undeva! a debutat la Antena 1 pe 14 februarie 2015. Emisiunea a fost prezentată de Alina Pușcaș și Cosmin Seleși. Juriul era format din Andrei Aradits, Andreea Bălan, Ozana Barabancea și Aurelian Temișan.

## Distribuția

### Celebrități
- Alb Negru - cântăreți
- Alina Eremia - actriță și cântăreață
- Bambi - cântărețe
- Cezar Ouatu - cântăreț
- Daniel Iordăchioaie - cântăreț
- Lidia Buble - cântăreață
- Liviu Vârciu - actor și cântăreț
- Oana Sîrbu - actriță și cântăreață

### Juriul
- Andrei Aradits
- Andreea Bălan
- Ozana Barabancea
- Aurelian Temișan

### Jurizare
Dupa ce concurenții și-au făcut transformările, fiecare din membrii juriului acorda note de la 4 la 12, fără nota 11. După notarea concurenților se alcătuia un clasament provizoriu al juriului. La acest clasament se adăugau punctele acordate de concurenți. Și anume, fiecare dintre concurenți avea la dispoziție cinci puncte pe care să le acorde artistului preferat. Concurentul cu cel mai mare punctaj după cele două jurizări câștiga ediția respectivă și primea 1000 de euro, pe care urma să îi doneze. La finalul sezonului, celebritatea câștigătoare a primit 15.000 de euro.

## Interpretări
Legendă:
     Câștigător
| Concurent           | Ediția 1                    | Ediția 2         | Ediția 3                                 | Ediția 4                        | Ediția 5                   | Ediția 6               | Ediția 7                      |  |
| ------------------- | --------------------------- | ---------------- | ---------------------------------------- | ------------------------------- | -------------------------- | ---------------------- | ----------------------------- |  |
| Alb Negru           | Mariah Carey & Busta Rhymes | Smiley & Uzzi    | MC Hammer & PSY                          | Nicki Minaj & Jessie J          | 2 Unlimited                | Bambi                  | Modern Talking                |  |
| Alina Eremia        | Madonna                     | Benone Sinulescu | Katy Perry                               | Ed Sheeran                      | Ella Fitzgerald            | Cyndi Lauper           | Lou Bega                      |  |
| Bambi               | Iggy Azalea & Rita Ora      | Alb Negru        | Cheeky Girls                             | Ileana Sărăroiu & Ștefan Bănică | Pitbull & John Ryan        | Rihanna & Shakira      | Bill Medley & Jennifer Warnes |  |
| Cezar Ouatu         | Dan Spătaru                 | Mark Knopfler    | Sava Negrean Brudașcu                    | Ray Charles                     | Angela Gheorghiu           | Robbie Williams        | Kwabs                         |  |
| Daniel Iordăchioaie | Axl Rose                    | Celine Dion      | Liviu Vârciu                             | Ricky Martin                    | Laura Lavric               | John Lennon            | Chris Norman                  |  |
| Lidia Buble         | Connect-R                   | Rihanna          | Aura Urziceanu                           | Bobby Darin                     | Taylor Swift               | Niculina Stoican       | Mika                          |  |
| Liviu Vârciu        | Maria Cârneci               | David Lee Roth   | Adrian Enache                            | Alina Eremia                    | Neil Sedaka                | Fărâmiță Lambru        | Bruno Mars                    |  |
| Oana Sîrbu          | Bruce Springsteen           | Marina Voica     | Rosana                                   | Meghan Trainor                  | Daniel Iordăchioaie        | Donna Summer           | Maria Tănase                  |  |
|                     |                             |                  |                                          |                                 |                            |                        |                               |  |
| Concurent           | Ediția 8                    | Ediția 9         | Ediția 10                                | Ediția 11                       | Ediția 12                  | Ediția 13              | FINALA                        |  |
| Alb Negru           | Cornelia și Lupu Rednic     | Shaggy & Costi   | BZN                                      | Mauro                           | Pato Banton & Ali Campbell | Lady Gaga & Elton John | Ricky Martin                  |  |
| Alina Eremia        | Beyonce                     | Sam Smith        | Pink                                     | Maria Ciobanu                   | Heather Small              | Miley Cyrus            | Lady Gaga                     |  |
| Bambi               | Azucar Moreno               | Rita Pavone      | Constantin Enceanu & Petrică Mâțu Stoian | André                           | Gipsy Kings                | t.A.T.u.               | Mioara Velicu                 |  |
| Cezar Ouatu         | Dani Klein                  | Outkast          | Joe Cocker                               | Ionuț Dolănescu                 | Alexandra Burke            | Levi Stubbs            | Michael Jackson               |  |
| Daniel Iordăchioaie | Trey Songz                  | Klaus Meine      | Cesaria Evora                            | Steven Tyler                    | Dan Ciotoi                 | Liviu Vasilică         | Freddie Mercury               |  |
| Lidia Buble         | Nicole Scherzinger          | Aurel Tămaș      | Inna                                     | Alannah Myles                   | Luminița Dobrescu          | Michael Buble          | Ileana Sărăroiu               |  |
| Liviu Vârciu        | Elvis Presley               | Oana Sîrbu       | Gabi Luncă                               | Dan Bittman                     | Aurel Moldoveanu           | King África            | Nicolae Furdui Iancu          |  |
| Oana Sîrbu          | John Legend                 | Patricia Kaas    | Tarkan                                   | Gwen Stefani                    | Andra                      | Julie Andrews          | Maria Lătărețu                |  |

## Scor total
Legenda
Numere roșii indică concurentul care a obținut cel mai mic scor.
Numere verzi indică concurentul care a obținut cel mai mare scor.
     indică concurentul care a părăsit competiția.
     indică concurentul câștigător.
     indică concurentul de pe locul 2.
     indică concurentul de pe locul 3.
| Concurent           | Cel mai mic scor inclusiv finala | Cel mai mare scor inclusiv finala | 1  | 2  | 3  | 4  | 5  | 6  | 7  | 8  | 9  | 10 | 11 | 12 | 13 | locuri | Total (1-14) | Finala | Locuri |
| ------------------- | -------------------------------- | --------------------------------- | -- | -- | -- | -- | -- | -- | -- | -- | -- | -- | -- | -- | -- | ------ | ------------ | ------ | ------ |
| Alb Negru           | 20                               | 72                                | 28 | 39 | 49 | 39 | 27 | 36 | 43 | 31 | 29 | 40 | 20 | 49 | 39 | 4      | 469          | 72     | 3      |
| Alina Eremia        | 29                               | 85                                | 34 | 31 | 53 | 45 | 34 | 29 | 43 | 44 | 29 | 56 | 31 | 34 | 38 | 1      | 501          | 85     | 2      |
| Bambi               | 20                               | 53                                | 39 | 22 | 34 | 29 | 34 | 51 | 30 | 53 | 43 | 20 | 30 | 28 | 48 | 5      | 461          | ―      | ―      |
| Cezar Ouatu         | 17                               | 87                                | 55 | 43 | 21 | 43 | 53 | 39 | 17 | 24 | 37 | 29 | 44 | 38 | 37 | 2      | 480          | 87     | 1      |
| Daniel Iordăchioaie | 20                               | 68                                | 40 | 20 | 27 | 37 | 40 | 28 | 32 | 41 | 41 | 40 | 46 | 53 | 26 | 3      | 471          | 68     | 4      |
| Lidia Buble         | 19                               | 52                                | 19 | 39 | 52 | 26 | 33 | 29 | 21 | 31 | 37 | 50 | 48 | 23 | 26 | 7      | 434          | ―      | ―      |
| Liviu Vârciu        | 18                               | 63                                | 43 | 39 | 29 | 21 | 40 | 43 | 63 | 31 | 23 | 18 | 38 | 39 | 31 | 6      | 458          | ―      | ―      |
| Oana Sîrbu          | 19                               | 51                                | 26 | 51 | 19 | 44 | 23 | 29 | 35 | 29 | 45 | 31 | 27 | 20 | 39 | 8      | 418          | ―      | ―      |